# 재닛 라이트
재닛 라이트(영어: Janet Wright, 1945년 3월 8일 ~ 2016년 11월 14일)는 영국 출신의 캐나다 배우이다.
잉글랜드에서 태어났으며 밴쿠버에서 사망하였다.

## 영화
- 라모너 앤 비저스 (2010년)
- 와이즈갤 (2008년) - 패티 몬타나리의 엄마 역
- 킹덤 (2004년)
- 소트크라임즈 (2003년)
- 에밀 (2003년) - 앨리스 역
- 블랙우즈 (2002년)
- 명탐정 몽크 시즌1 (2002년)
- 롤러볼 (2002년)
- 롤라 (2001, Lola) - 마 켈러 역
- 퍼펙트 스톰 (2000년)
- 엄마의 유령 (1996년)
- 보더타운 카페 (1993년)
- 빙고 (1991년)
- 옥상 위의 작은 천국 (1988년)
- 크리스마스 컴스 투 윌로우 크릭 (1987년)
- 사랑하는 내 아들아 (1987년)
- 와이즈가이 (1987년)
- 베스트 크리스마스 패전트 에버 (1983년)
- 레이디스 앤 젠틀맨, 더 패벌러스 스테인스 (1982년)
- 맥케이브와 밀러 부인 (1971년)